# North Galaxy Towers
Las North Galaxy Towers son dos rascacielos gemelos de 28 pisos en la calle King Albert II en el distrito central de negocios Quartier Nord de Bruselas, la capital de Bélgica. Hay un tercer edificio en el complejo que mide 21 metros y tiene 6 pisos de altura. Los tres edificios edificios comparten unaplataforma de dos pisos, que no se cuenta en la altura oficial. Con 30 pisos y 108 metros de altura, las torres A y B son actualmente el 8° y el 9° edificios más altos de la ciudad.

## Descripción
El complejo tiene 110.000 m² de espacio para oficinas sobre el suelo y 46.000 m² bajo tierra.  Aproximadamente 8.000 m² del espacio subterráneo se utilizan para archivos. Hay un total de 35 ascensores en el complejo.
Las torres fueron concebidas originalmente como parte de un complejo del World Trade Center de Bruselas de ocho edificios, pero se dividieron en un proyecto separado.  La construcción de las torres comenzó en 2002 y finalizó en 2004.
El complejo está siendo alquilado por el gobierno federal belga. Alberga el Servicio Financiero Público Federal y otros órganos gubernamentales, y los tres edificios se utilizan para la administración y la gestión.

## Galería

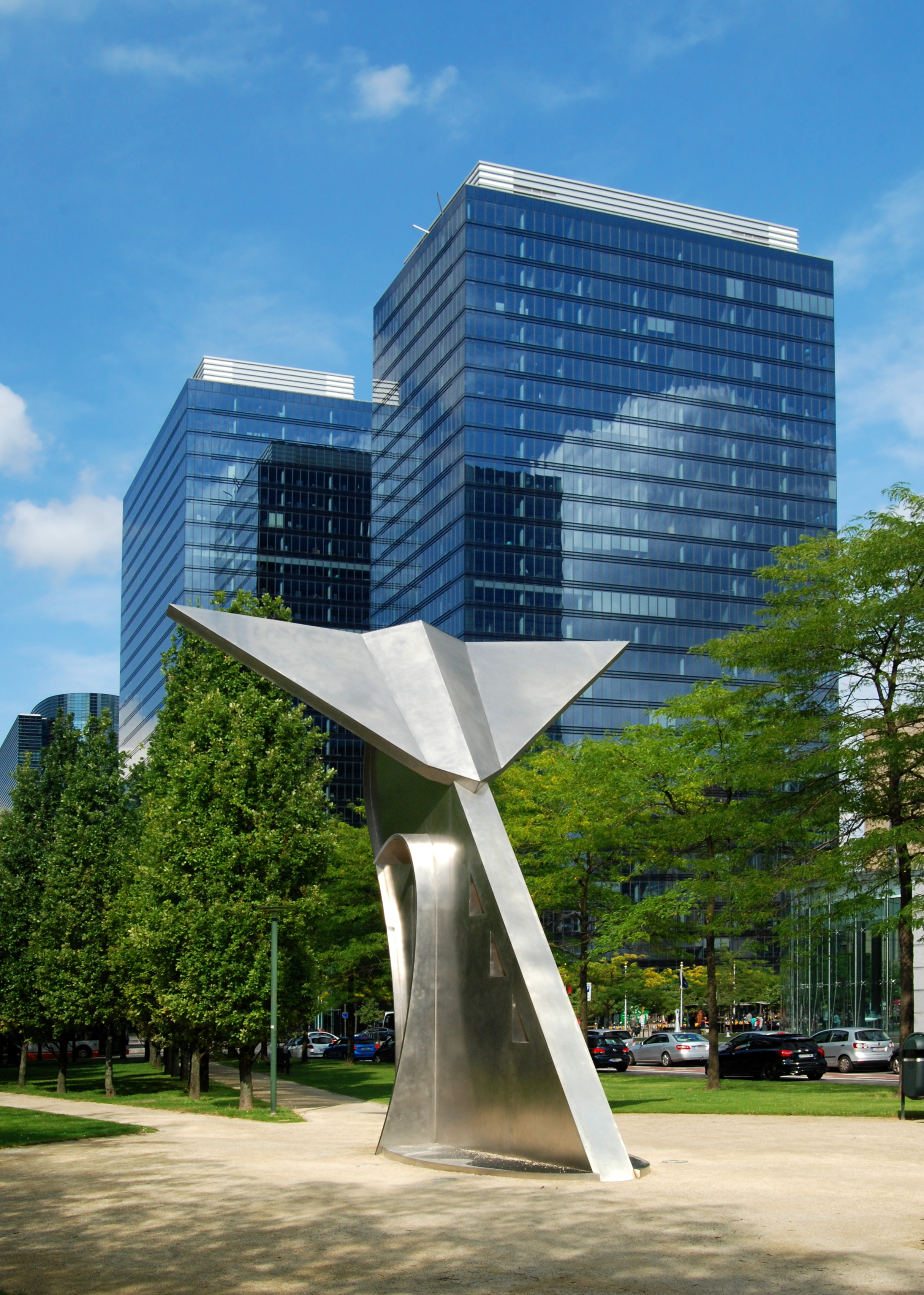
Escultura vecina de las North Galaxy Towers-
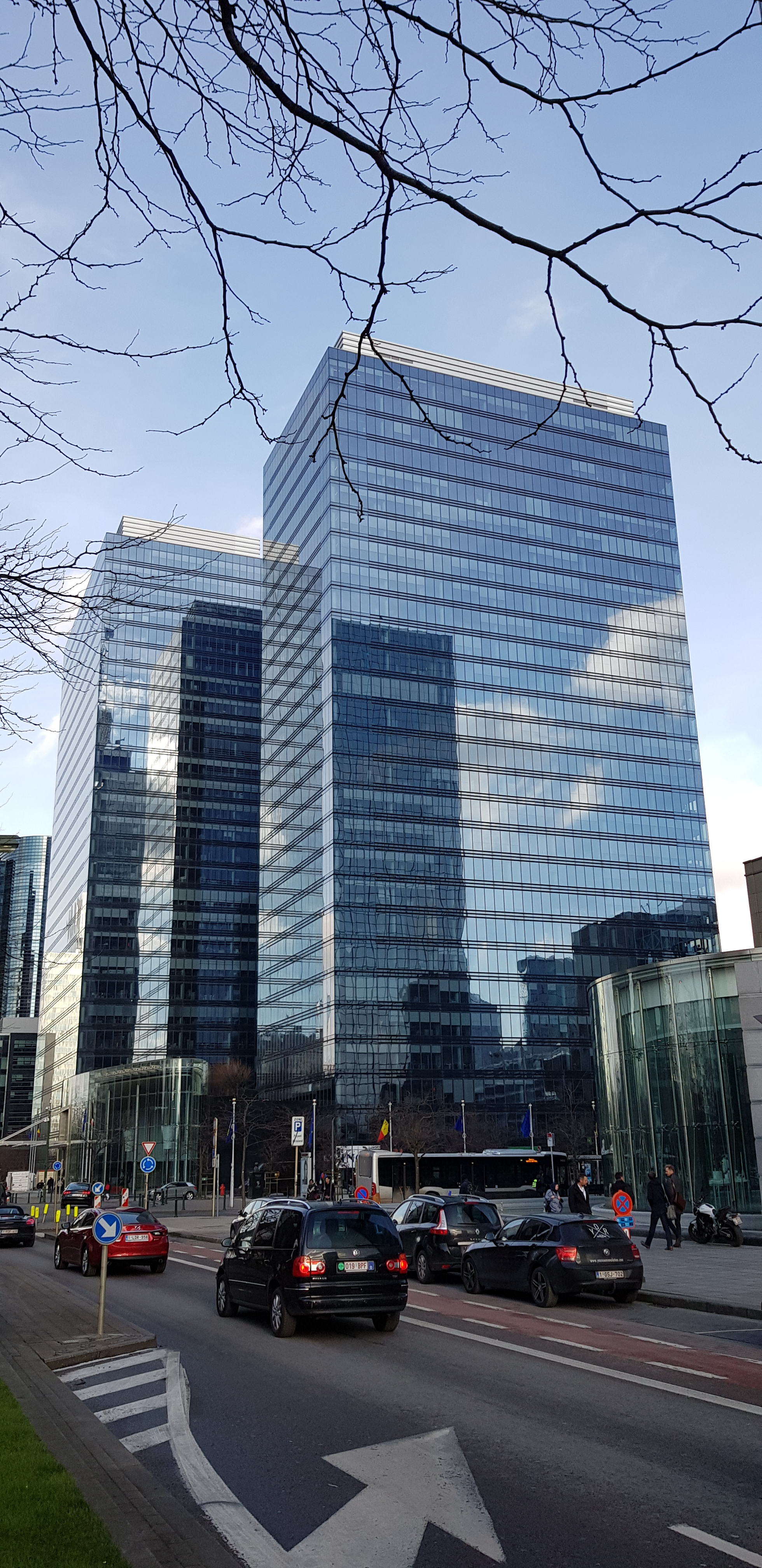
Aspecto desde la calle King Albert II
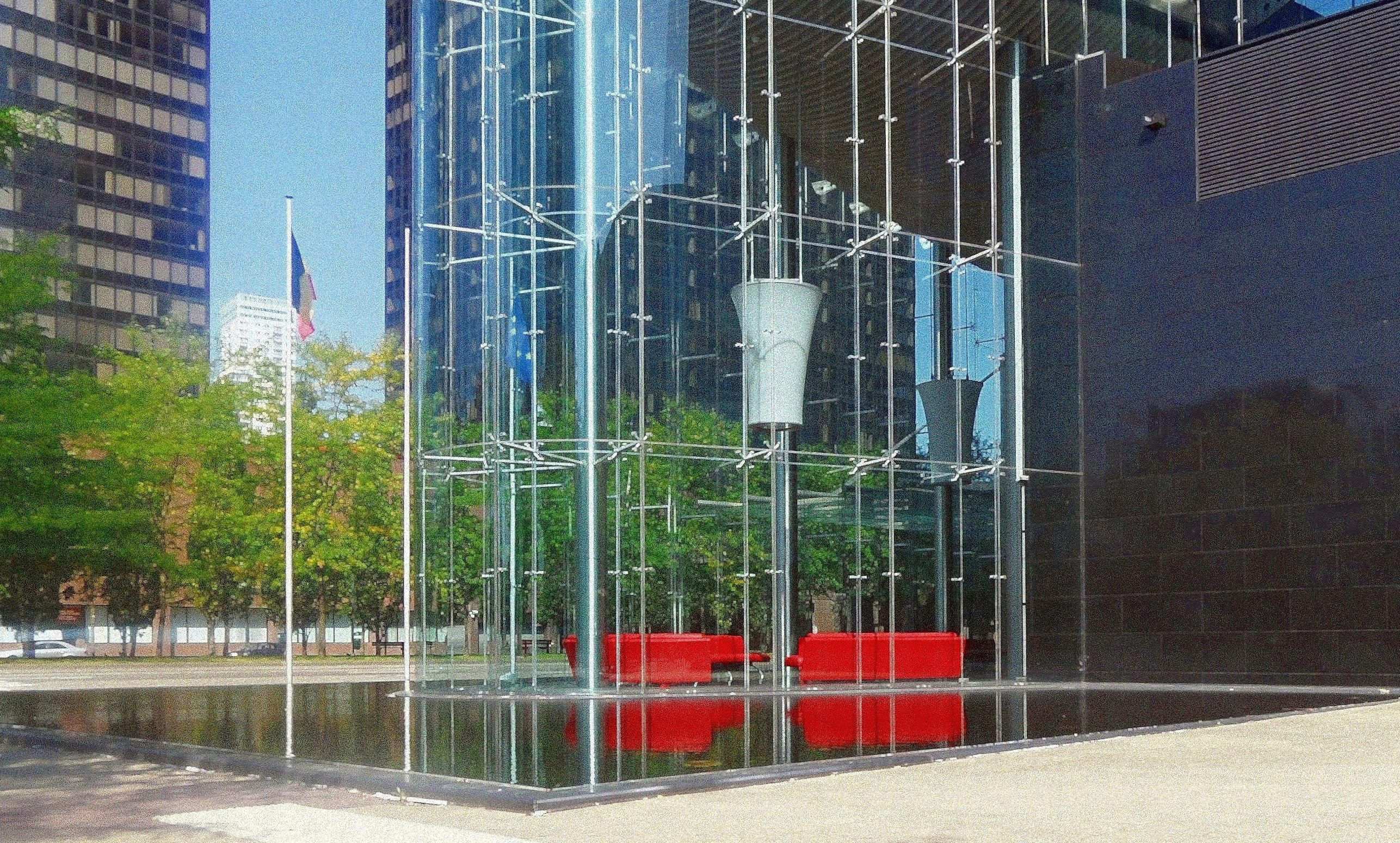
Vestíbulo y espejo de agua